# Helen Chenevix
Helen Chenevix (née le 13 novembre 1886 à Blackrock et morte le 4 mars 1963) est une suffragiste irlandaise, syndicaliste et militante pour la paix. En 1911, elle fonde avec Louie Bennett la Fédération irlandaise de suffrage des femmes (Irish Women's Suffrage Federation). Ensemble, elles forment également le Syndicat des femmes irlandaises (Irish Women Workers' Union).

## Biographie
Helen Sophia Chenevix est née le 13 novembre 1886 à Blackrock, dans le Comté de Dublin. Elle est la fille de Henry Chenevix, un évêque de l'Église d'Irlande et de Charlotte Sophia Ormsby,,. Elle est le seul enfant de cette famille aisée qui vit dans le sud de Dublin,,.
Helen Chenevix fréquente l'Alexandra College à Milltown, où Louie Bennett a également étudié vingt ans auparavant. Elle poursuit ensuite des études brillantes à Trinity College où elle fait partie des premières femmes diplômées, en 1909, après que l'école ait ouvert le collège aux étudiantes.
Elle s'implique rapidement dans les questions sociales et syndicales mais c'est dans le mouvement pour le suffrage qu'elle s'affirme en premier lieu. C'est là qu'elle rencontre Louie Bennett. Elles deviennent des compagnes dans la vie comme dans leurs activités féministes et sociales.

### Mouvement pour le suffrage des femmes
En 1911, elle fonde, avec Louie Bennett, la Fédération du suffrage des femmes irlandaises (Irish Women’s Suffrage Federation). Organisation politiquement indépendante et non militante, la Fédération coordonne les diverses organisations de suffrage actives en Irlande à l'époque et crée des liens avec des organisations similaires en Europe et aux États-Unis. Plus tard, elle jouera un rôle déterminant dans la formation de la Ligue irlandaise de réforme des femmes de Dublin (Dublin’s Irish Women’s Reform League) et de la Société de Belfast pour le suffrage des femmes (Belfast’s Women’s Suffrage society).
En juin 1912, Helen Chevenix fait campagne pour l'inclusion du suffrage féminin dans le projet de loi sur l'autonomie pour l'Irlande (Home Rule Bill), alors présenté au Parlement britannique. Ensuite, elle défend encore les suffragistes régulièrement confrontées à une répression sévère.

### Action syndicale
Helen Chevenix et Louie Bennett se préoccupent également des questions sociales et des conditions de travail. Elles contribuent à la création de la Ligue de réforme des femmes irlandaises (Irish Women's Reform League) qui vise à mettre en évidence les divers problèmes sociaux et économiques auxquels les femmes sont confrontées. La Ligue devient un organe affilié de la Fédération du suffrage.
En 1913, de graves troubles sociaux agitent Dublin, à la suite du lock-out des travailleurs appartenant au Syndicat irlandais des transports et des travailleurs généraux. Des femmes comme Delia Larkin et Helena Molony, encouragées par James Connolly, le leader ouvrier marxiste, se mobilisent pour organiser les travailleuses. La société coopérative des travailleuses (Women Workers' Cooperative Society) est créée, mais, après l'insurrection de Pâques 1916, et l'arrestation d'Helena Molony, elle se désintègre. De sa prison, Helena Molony exhorte Louie Bennett et Helen Chevenix à organiser à nouveau les travailleuses.
En 1916, Helen Chenevix aide Louie Bennett à réorganiser le Syndicat des femmes irlandaises (Irish Women Workers’ Union) afin de soutenir les femmes travaillant dans de mauvaises conditions. Après sa libération, Helena Molony reprend son poste de secrétaire générale en 1917, puis est remplacée, en 1918, lors d’une réorganisation par Louie Bennett, avec Helen Chevenix comme adjointe. Helena Molony reste employée du Syndicat où son républicanisme et son radicalisme social sont souvent en conflit avec Louie Bennett et Helen Chenevix, plus modérées.
En 1918, le Syndicat des femmes irlandaises est reconnu comme syndicat, avec plus de 5 000 membres, par la conférence du Congrès des syndicats irlandais (Irish Trade Union Congress , CSI). Malgré cela, le nouveau syndicat est mal perçu par un certain nombre de dirigeants syndicaux masculins hostiles à l'organisation des travailleuses qu'ils considèrent comme une menace,.
En 1945, Helen Chenevix, Louie Bennett et d'autres membres du Syndicat des femmes irlandaises entament une grève contre les mauvaises conditions de travail des employés de blanchisseries dont les conditions et les salaires sont particulièrement mauvais. La semaine de travail dans la blanchisserie est alors en moyenne de 60 heures, les salaires se situent entre cinq et dix shillings par semaine et les services de santé, la cantine et les vestiaires sont inexistants. Cette grève dure trois mois au total et, grâce à de rudes négociations, Helen Chevenix et Louie Bennett obtiennent une semaine de congé payé supplémentaire, ce qui fait deux semaines au total, et des améliorations progressives de la rémunération et des conditions. Helen Chenevix et Louie Bennett sont félicitées pour avoir géré et maintenu la grève et être des «femmes fortes et puissantes»,.
En 1949, Helen Chenevix est élue vice-présidente du Congrès des syndicats irlandais et en 1951, elle en est nommée présidente.
À la mort de Louie Bennett, en novembre 1956, Helen Chevenix lui succéde au poste de secrétaire générale du Syndicat des travailleuses. Chevenix écrit un hommage à son amie qui pourrait également s'appliquer à elle-même : « Les étiquettes politiques lui importaient peu. Ce qui comptait était la vie humaine, physique, culturelle, spirituelle. Dans tout son être a été exaucée la prière de Rabindranath Tagore : 'Donnez-moi la force de ne jamais renier les pauvres ni de plier les genoux devant une force insolente'. ». Dans Pax et Libertas, Helen Chenevix écrit que Louie Bennett était « la femme la plus aimée de Dublin » et que « la paix et la liberté étaient ici des idéaux jumeaux ».
Jusqu'à sa retraite, en 1957, elle consacre la plus grande partie de sa vie publique à son travail en tant que membre exécutif du syndicat, même si elle ne reçoit qu'un paiement symbolique. Elle voyage souvent à travers le pays, rencontrant des conseils professionnels et des travailleurs.

#### Autres missions sociales
En reconnaissance de son travail, elle est nommée au Conseil consultatif de la santé mis en place par le gouvernement irlandais en vertu de la loi de 1953 sur la santé. Quelques jours seulement avant sa mort en 1963, elle sera nommée membre de la Commission des accidents du travail.
Helen Chenevix est également élue à la Dublin Corporation où elle est active dans de nombreux comités, comme le comité de protection de l'enfance, le comité du National Maternity Hospitale ou le comité du logement. Elle est également une membre éminente de l'Irish Housewives Association et fait pression pour la réduction des prix de détail, en particulier pendant la Seconde Guerre mondiale, lorsque les prix élevés des denrées de base, comme le pain, affectent les pauvres. Elle s’intéresse particulièrement au problème du travail des enfants et fait campagne pour la fourniture de repas scolaires ainsi que pour le relèvement de l’âge de la fin de la scolarité à 16 ans.
Elle est également un membre actif du Parti travailliste irlandais et participe régulièrement à ses conférences annuelles comme déléguée.
Elle est, à deux reprises, lord-maire de Dublin par intérim (en 1942 et 1950).

### Pacifisme
Le journaliste et écrivain radical Francis Sheehy-Skeffington, époux de Hanna Sheehy-Skeffington, met Helen Chenevix et Louie Bennett en relation avec le mouvement pacifiste.
Pendant la Première Guerre mondiale, Helen Chevenix est active dans la section irlandaise de la Ligue internationale des femmes pour la paix et la liberté (Women's International League for Peace and Freedom, WLPF), créée en 1915. Francis Sheehy-Skeffington est assassiné lors de l'insurrection de Pâques de 1916 à Dublin, mais son meurtre ne fait que confirmer Helen Chevenix dans son pacifisme.
Lorsque la guerre civile éclate à Dublin à l'été 1922, à la suite de l'opposition au traité anglo-irlandais de 1921, Helen Chevenix et Louie Bennett s'évertuent de négocier un règlement, par le biais de la Ligue internationale des femmes pour la paix et la liberté, mais sans succès. Pour la deuxième fois en six ans, le centre de Dublin est réduit en décombres et, comme le soulignent les deux femmes, ce sont les plus pauvres qui en souffrent le plus. Lorsque le WLPF tient son cinquième congrès international à Dublin en 1926, les dirigeants des camps opposés s'y retrouvent, pour la première fois depuis la fin de la guerre civile en 1923.
Après la Seconde Guerre mondiale, Helen Chevenix poursuit son action pacifiste en tant que vice-présidente de la Campagne irlandaise pour le désarmement nucléaire. Lors d'une conférence du Congrès des syndicats irlandais, alors qu'elle présente une résolution sur la paix mondiale au nom du syndicat des travailleuses, une vive discussion éclate parmi les délégués qui suggèrent que l'idée de la paix mondiale est un idéal «communiste». Lorsque s'approche de l'estrade « une silhouette frêle, douce et aux cheveux gris », la conférence est en tumulte. Alors qu'elle parle calmement et de manière convaincante du besoin de paix, l'audience se calme, puis, à la fin de son intervention, éclate en un tonnerre d'applaudissements. Sa résolution est finalement reconnue et adoptée à l'unanimité,.
Elle reste active dans diverses organisations pacifistes : la Fellowship of Reconciliation, la Ligue internationale des femmes pour la paix et la liberté et la Ligue pacifiste irlandaise (Irish Pacifist League) pour le reste de sa vie.

## Fin de vie
Après avoir pris sa retraite du Syndicat des travailleuses irlandaises en 1957, Helen Chenevix se concentre sur le combat en faveur de la paix et du désarmement nucléaire,.

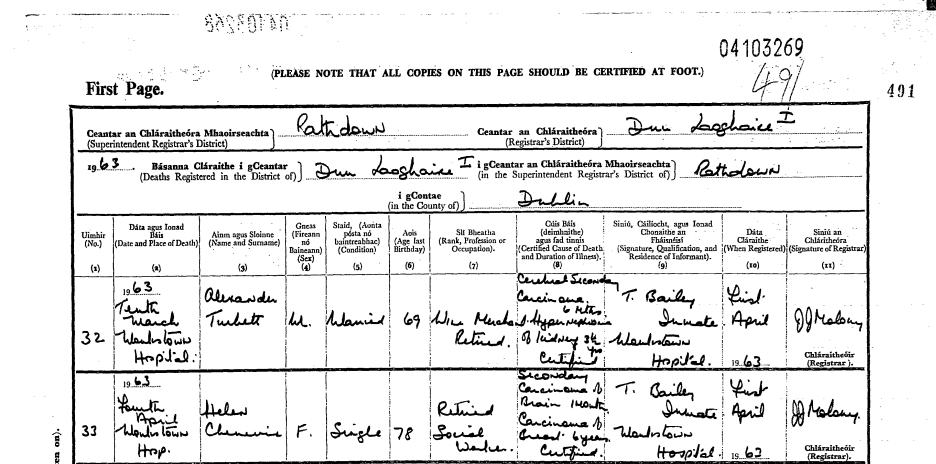
Acte de décès d'Helen Chenevix.

Elle meurt d'un cancer du cerveau le 4 mars 1963 à l'hôpital de Walkinstown,. Ses funérailles ont lieu à l'église paroissiale de Monkstown sous la direction du Révérend RWM Wynne et elle est enterrée au cimetière de Deansgrange le 7 mars. Parmi les personnes qui assistent aux funérailles se trouvent des membres du Dáil et du Sénat, des représentants du mouvement syndical et de nombreux amis personnels.

## Héritage

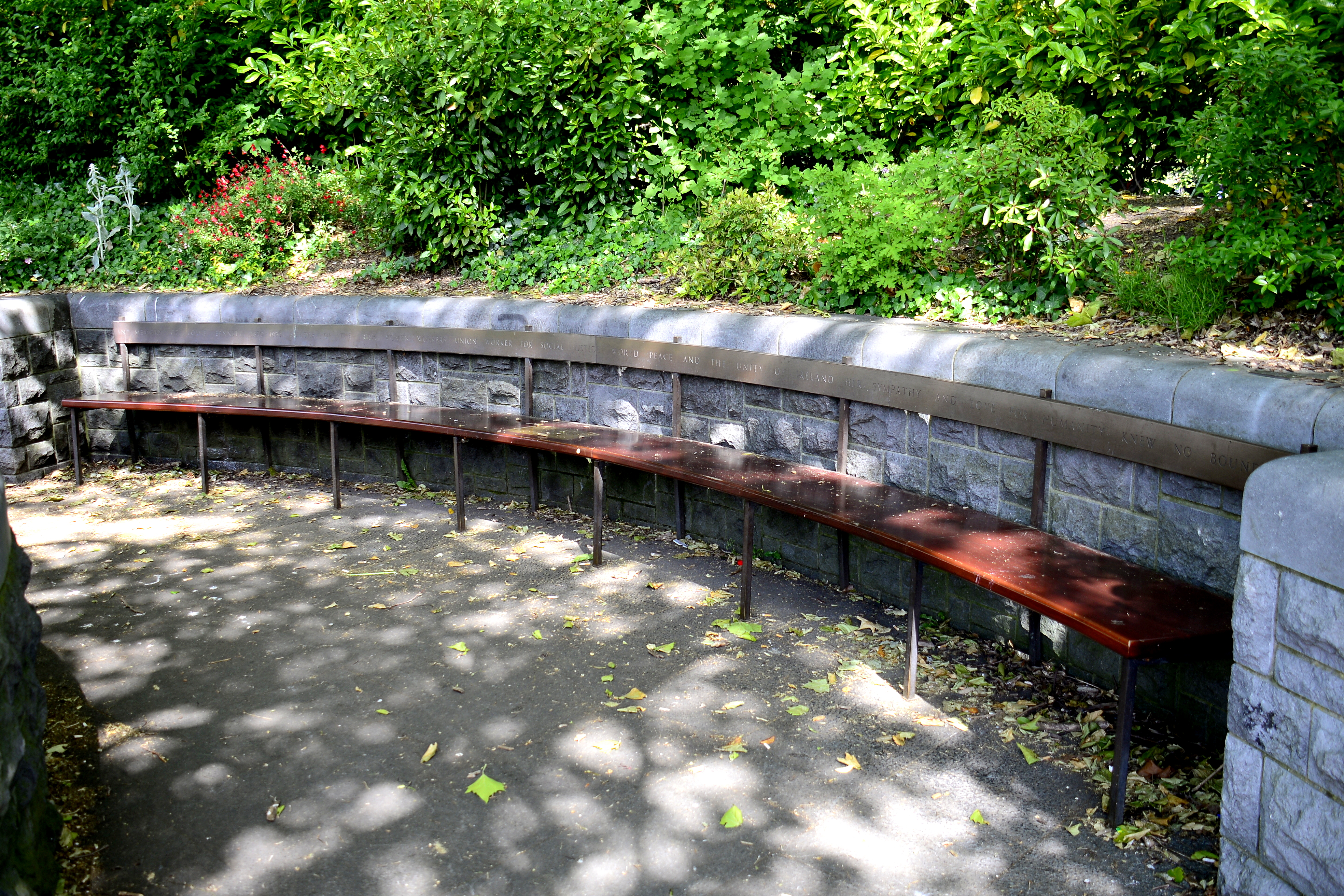
Siège de Louie Bennett et Helen Chenevix, St Stephen's Green Park, à Dublin.

Un banc dans le parc St Stephens Green porte les noms d'Helen Chenevix et Louie Bennett en hommage à leur travail acharné dans la lutte pour les droits des femmes. Les deux femmes sont décrites comme « deux des femmes irlandaises les plus remarquables de ce siècle ». Le journal The Irish Times déclare « [Helen Chenevix] nous manquera non seulement pour le travail qu'elle a accompli, mais pour les nobles qualités qu'elle possédait. Ses amis auront un sentiment de perte profond et irréparable. »
Ingenious Ireland organise une promenade à pied pour la Journée internationale des femmes en 2015, en hommage aux militantes Helen Chenevix, Louie Bennett, Helena Molony et Kathleen Clarke. Le circuit, « Obstreporous Lassies », se concentre sur le travail du Syndicat des femmes irlandaises .